# Vincenzo Di Bella
Vincenzo Di Bella (Milano, 23 marzo 1977) è un pilota di rally italiano.

## Biografia
Nel 2010, su Citroën C5 alimentata a biodiesel, si è laureato campione d'Italia e vicecampione del mondo (alle spalle del francese Raymond Durand su Toyota Prius) nella Coppa FIA Energie Alternative vincendo le tappe di Monza e Franciacorta ed arrivando secondo nel Green Prix EcoTarga Florio e nell'Ecorally San Marino - Vaticano.
È stato inoltre vicecampione del mondo nel 2007 e nel 2008 alle spalle di Giuliano Mazzoni, e terzo nell'edizione 2009.